# Относительная высота вершины
Относительная высота вершины (англ. prominence, буквальный перевод — «видность», «примечательность») — характеристика горной вершины, часто используемая для решения, считать ли её самостоятельной горой. Применяется и рассчитывается в основном любителями гор. Имеет несколько эквивалентных определений:
- минимальная высота, на которую необходимо спуститься с данной вершины, чтобы подняться на более высокую гору;
- если представить, что уровень моря поднимется так, что рассматриваемая вершина станет наивысшей точкой острова, то тогда её высота над уровнем моря и будет относительной высотой вершины;
- высота данной вершины относительно самой низкой точки (основы седловины) на кривой, проведенной по наиболее высокому водоразделу от этой вершины к первой более высокой вершине на этом водоразделе. Эта более высокая вершина называется родительской горой.

Для самых высоких гор своего острова или континента (у которых нет родительской вершины) этот параметр считают равным высоте над уровнем моря.

## Характеристика
Понятие относительная высота вершины возникло из-за потребности в критерии для отделения горных вершин от самостоятельных гор. Без такого критерия самостоятельность вершины можно определить лишь субъективно (и тогда ничто не мешает, например, назвать десятью высочайшими горами Земли десять скал на вершине Джомолунгмы) или по наличию у этой вершины названия.
В списках гор с максимальным значением относительной высоты вершины (как для всей планеты, так и для отдельных регионов) оказываются далёкие друг от друга горы, а в списках самых высоких гор — множество близких вершин одной горной системы (см. примеры ниже). 'Относительная высота вершины характеризует примечательность, важность и известность гор намного лучше, чем высота (однако есть и вершины с небольшим — <500 м — значением относительной высоты вершины, которые часто рассматривают как самостоятельные: Гашербрум III, Нупцзе, Моламенкинг и др.). Кроме того, этот параметр лучше высоты коррелирует со сложностью восхождения. Поэтому списки гор по относительной высоте вершины для многих любителей гор представляют больший интерес, чем списки по высоте. Как следствие, появилось много списков (как для всей Земли, так и для отдельных регионов), где значение относительной высоты вершины стало критерием включения.
Порог этого параметра в разных списках разный. Часто используют значения 600 и 1500 метров (в США — 2000 и 5000 футов).
Главная проблема при использовании относительной высоты вершины в качестве показателя примечательности горы состоит в следующем. Если два пика почти одинаковой высоты отделены неглубоким понижением друг от друга и глубоким — от всех остальных, их относительная высота вершины резко отличается: у более высокого пика она намного больше. Другой недостаток параметра — то, что он не характеризует рельеф ближайших окрестностей тех гор, у которых основа седловины находится далеко (разница высот очень далёких точек не представляет большого интереса). Кроме того, относительная высота вершины не учитывает крутизну склонов, которая вносит существенный вклад во впечатление от горы.

## История
Параметр вошёл в употребление относительно недавно, поскольку во многих случаях его довольно трудно определить. Для многих вершин определение родительской горы и положения основы седловины требует тщательной работы с качественными картами. Эту величину начали использовать немецкий исследователь Гюнтер Оскар Диренфурт и британские альпинисты в первой половине 20 века. Во второй половине века её начали применять в США. Общепринятое ныне английское название prominence появилось лишь в 1987 году. Параметр рассчитывается и используется главным образом энтузиастами. Они создали много списков гор, где он фигурирует, и программы для его расчёта на основе различных баз данных (например, данных USGS). Первую такую программу — Winprom — написал альпинист и программист Эдвард Эрл. В 2005 году в США вышла первая книга, посвящённая данному параметру.

## Примеры
| Название     | Высота над у.м. | Относительная высота вершины | Расположение  |
| ------------ | --------------- | ---------------------------- | ------------- |
| Джомолунгма  | 8848            | 8848                         | КНР, Непал    |
| Чогори       | 8611            | 4017                         | КНР, Пакистан |
| Канченджанга | 8586            | 3922                         | Индия, Непал  |
| Лхоцзе I     | 8516            | 610                          | КНР, Непал    |
| Макалу I     | 8485            | 2378                         | КНР, Непал    |
| Чо-Ойю       | 8188            | 2340                         | КНР, Непал    |
| Дхаулагири   | 8167            | 3357                         | Непал         |
| Манаслу I    | 8163            | 3092                         | Непал         |
| Нангапарбат  | 8125            | 4608                         | Пакистан      |
| Аннапурна I  | 8091            | 2984                         | Непал         |
| Гашербрум I  | 8080            | 2155                         | КНР, Пакистан |
| Броуд-Пик    | 8051            | 1701                         | КНР, Пакистан |
| Гашербрум II | 8035            | 1523                         | КНР, Пакистан |
| Шишабангма   | 8027            | 2897                         | КНР           |
| Гьячунг-Канг | 7952            | 672                          | КНР, Непал    |

| Название         | Высота над у.м. | Относительная высота вершины | Расположение      |
| ---------------- | --------------- | ---------------------------- | ----------------- |
| Джомолунгма      | 8848            | 8848                         | КНР, Непал        |
| Аконкагуа        | 6961            | 6961                         | Аргентина         |
| Денали           | 6193            | 6138                         | США (Аляска)      |
| Килиманджаро     | 5895            | 5885                         | Танзания          |
| Кристобаль-Колон | 5775            | 5584                         | Колумбия          |
| Логан            | 5959            | 5250                         | Канада            |
| Орисаба          | 5611            | 4901                         | Мексика           |
| Массив Винсон    | 4897            | 4897                         | Антарктида        |
| Пунчак-Джая      | 4884            | 4884                         | Индонезия         |
| Эльбрус          | 5642            | 4741                         | Россия (Кавказ)   |
| Монблан          | 4808            | 4695                         | Италия, Франция   |
| Демавенд         | 5604            | 4667                         | Иран              |
| Ключевская Сопка | 4750            | 4649                         | Россия (Камчатка) |
| Нангапарбат      | 8125            | 4608                         | Пакистан          |
| Мауна-Кеа        | 4205            | 4205                         | США (Гавайи)      |

## Сложные случаи
Часто горные вершины очень близки к своим родительским горам. Тогда вычисление относительной высоты вершины не представляет особых сложностей и может быть выполнено вручную с использованием топографической карты. Но иногда расстояние между вершинами очень большое, а седловина — очень глубокая. Такая ситуация возникает на каждом массиве суши, где есть более одной горной системы. Кроме того, вершины могут быть разделены областью сложного рельефа. В таком случае рассчитать относительную высоту вершины значительно труднее, и для этого обычно используют компьютер.
Некоторые примечательные случаи:
- гора Денали на Аляске (6194 м над уровнем моря) — высочайшая в Северной Америке, и поэтому родительской для неё является высочайшая гора обеих Америк, аргентинская гора Аконкагуа (6962 м). Основа разделяющей их седловины лежит на высоте 37 метров около озера Никарагуа (не считая искусственного Панамского канала). Расстояние между Денали и основой её седловины — 7 700 км — рекордное для гор Земли[17].
- Для горы Уитни (4421 м, Калифорния) родительской горой является Орисаба (5636 м, наивысшая точка Мексики). Основа соединяющей их седловины находится на Американском континентальном водоразделе в штате Нью-Мексико в США, на высоте 1347 м и на расстоянии 1022 км от Уитни[17]. Для самой Орисабы родительской горой является канадская гора Логан (5951 м), а основа седловины находится в канадской провинции Британская Колумбия на том же водоразделе.
- Основа седловины горы Митчелл, наивысшей горы Аппалачей, находится в Чикаго — самой низкой точке водораздела бассейнов реки Святого Лаврентия и Миссисипи[11].